# Романув (Восточно-Лодзинский повет)
Рома́нув (пол. Romanów) — село в Польше, входит в гмину Жгув Восточно-Лодзинского повята Лодзинского воеводства.

## География
Село располагается в 9 км от административного центра гмины города Жгув и в 17 км от центра воеводства города Лодзь.

## Население
Численность населения села Романува составляло 260 человек[когда?].